# Malone (Nueva York)
Malone es un pueblo ubicado en el condado de Franklin en el estado estadounidense de Nueva York. En el año 2000 tenía una población de 14.981 habitantes y una densidad poblacional de 56.8 personas por km².

## Geografía
Malone se encuentra ubicado en las coordenadas 44°51′13″N 74°19′44″O / 44.85361, -74.32889.

## Demografía
Según la Oficina del Censo en 2000 los ingresos medios por hogar en la localidad eran de $27,716, y los ingresos medios por familia eran $37,500. Los hombres tenían unos ingresos medios de $25,996 frente a los $20,506 para las mujeres. La renta per cápita para la localidad era de $17,352. Alrededor del 12.7% de la población estaban por debajo del umbral de pobreza.